# Francisco García López
Francisco García López (Huesca, 1824-Madrid, 1878) fue un político, abogado y periodista español, de pensamiento republicano.

## Biografía

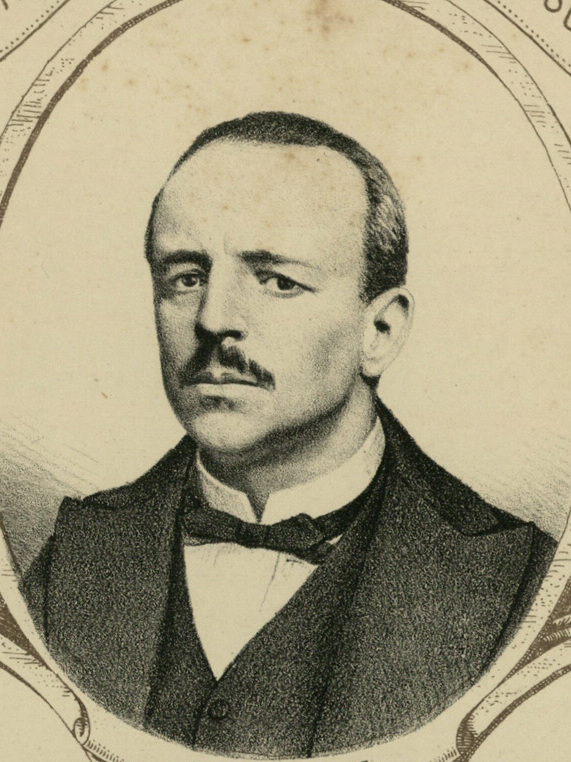
Detalle de una lámina de Los diputados pintados por sus hechos (1869) con el retrato de García López

Nació en Huesca en 1824, hijo de una familia acomodada. Estudió Jurisprudencia en Zaragoza y, después de finalizar la carrera, tras volver brevemente a Huesca, terminó instalado en Madrid para ejercer como abogado. Colaborador en la prensa periódica, fue de pensamiento liberal, demócrata y republicano.
Tras la revolución de 1854 obtuvo escaño de diputado a Cortes. Los sucesos del 22 de junio de 1866 le obligaron a emigrar. Obtuvo escaño de diputado en las Cortes constituyentes de 1869, entre los parlamentarios republicanos. Volvió a repetir en el Congreso en 1871, 1872 y 1873. García López, que también fue consejero de Estado, falleció en Madrid el 20 de septiembre de 1878.